# Scott Bain
Scott Bain (Edimburgo, 22 novembre 1991) è un calciatore scozzese, portiere del Falkirk.

## Statistiche

### Presenze e reti nei club
Statistiche aggiornate al 3 giugno 2023.
| Stagione              | Club                  | Campionato            | Campionato | Campionato | Coppe nazionali | Coppe nazionali | Coppe nazionali | Coppe continentali | Coppe continentali | Coppe continentali | Supercoppe | Supercoppe | Supercoppe | Totale | Totale |
| Stagione              | Club                  | Comp                  | Pres       | Reti       | Comp            | Pres            | Reti            | Comp               | Pres               | Reti               | Comp       | Pres       | Reti       | Pres   | Reti   |
| --------------------- | --------------------- | --------------------- | ---------- | ---------- | --------------- | --------------- | --------------- | ------------------ | ------------------ | ------------------ | ---------- | ---------- | ---------- | ------ | ------ |
| 2010-2011             | Elgin City            | STD                   | 11         | -14        | CS+CdL          | 0               | 0               | -                  | -                  | -                  | -          | -          | -          | 11     | -14    |
| 2011-2012             | Alloa Athletic        | STD                   | 30         | -28        | CS+CdL          | 2+1             | -4+-3           | -                  | -                  | -                  | SCC        | 1          | -2         | 34     | -37    |
| 2012-2013             | Alloa Athletic        | SSD                   | 35+4       | -35+-4     | CS+CdL          | 1+1             | -7+-5           | -                  | -                  | -                  | SCC        | 1          | -1         | 42     | -52    |
| 2013-2014             | Alloa Athletic        | SC                    | 35         | -48        | CS+CdL          | 3+2             | -3+0            | -                  | -                  | -                  | SCC        | 1          | -1         | 41     | -52    |
| Totale Alloa Athletic | Totale Alloa Athletic | Totale Alloa Athletic | 104        | -115       |                 | 10              | -22             |                    | -                  | -                  |            | 3          | -4         | 117    | -141   |
| 2014-2015             | Dundee                | SP                    | 22         | -29        | CS+CdL          | 2+1             | -3+0            | -                  | -                  | -                  |            | -          | -          | 25     | -32    |
| 2015-2016             | Dundee                | SP                    | 37         | -53        | CS+CdL          | 4+1             | -5+-3           | -                  | -                  | -                  |            | -          | -          | 42     | -61    |
| 2016-2017             | Dundee                | SP                    | 36         | -62        | CS+CdL          | 1+2             | -2+-2           | -                  | -                  | -                  |            | -          | -          | 39     | -66    |
| 2017-gen. 2018        | Dundee                | SP                    | 12         | -23        | CS+CdL          | 0+6             | 0+-7            | -                  | -                  | -                  |            | -          | -          | 18     | -30    |
| Totale Dundee         | Totale Dundee         | Totale Dundee         | 107        | -167       |                 | 17              | -22             |                    | -                  | -                  |            | -          | -          | 124    | -189   |
| gen.-giu. 2018        | Celtic                | SP                    | 7          | -5         | CS+CdL          | 0               | 0               | UEL                | -                  | -                  |            | -          | -          | 7      | -5     |
| 2018-2019             | Celtic                | SP                    | 20         | -6         | CS+CdL          | 5+4             | -1+-1           | UCL+UEL            | 0+2                | 0+-3               |            | -          | -          | 31     | -11    |
| 2019-2020             | Celtic                | SP                    | 2          | -2         | CS+CdL          | 2+0             | 0               | UCL+UEL            | 5+0                | -7+0               |            | -          | -          | 9      | -9     |
| 2020-2021             | Celtic                | SP                    | 18         | -18        | CS+CdL          | 2+0             | -2+0            | UCL+UEL            | 0+3                | 0+-10              |            | -          | -          | 23     | -30    |
| 2021-2022             | Celtic                | SP                    | 2          | -2         | CS+CdL          | 0               | 0               | UCL+UEL+UECL       | 1+1+0              | -2+-2+0            |            | -          | -          | 4      | -6     |
| 2022-2023             | Celtic                | SP                    | 1          | -4         | CS+CdL          | 0               | 0               | UCL                | 0                  | 0                  |            | -          | -          | 1      | -4     |
| Totale Celtic         | Totale Celtic         | Totale Celtic         | 50         | -37        |                 | 13              | -4              |                    | 12                 | -24                |            | -          | -          | 75     | -65    |
| Totale carriera       | Totale carriera       | Totale carriera       | 272        | -333       |                 | 40              | -48             |                    | 12                 | -24                |            | 3          | -4         | 327    | -409   |

### Cronologia presenze e reti in nazionale
| Cronologia completa delle presenze e delle reti in nazionale ― Scozia | Cronologia completa delle presenze e delle reti in nazionale ― Scozia | Cronologia completa delle presenze e delle reti in nazionale ― Scozia | Cronologia completa delle presenze e delle reti in nazionale ― Scozia | Cronologia completa delle presenze e delle reti in nazionale ― Scozia | Cronologia completa delle presenze e delle reti in nazionale ― Scozia | Cronologia completa delle presenze e delle reti in nazionale ― Scozia | Cronologia completa delle presenze e delle reti in nazionale ― Scozia |
| Data                                                                  | Città                                                                 | In casa                                                               | Risultato                                                             | Ospiti                                                                | Competizione                                                          | Reti                                                                  | Note                                                                  |
| --------------------------------------------------------------------- | --------------------------------------------------------------------- | --------------------------------------------------------------------- | --------------------------------------------------------------------- | --------------------------------------------------------------------- | --------------------------------------------------------------------- | --------------------------------------------------------------------- | --------------------------------------------------------------------- |
| 3-6-2018                                                              | Città del Messico                                                     | Messico                                                               | 1 – 0                                                                 | Scozia                                                                | Amichevole                                                            | -                                                                     | 46’                                                                   |
| 21-3-2019                                                             | Astana                                                                | Kazakistan                                                            | 3 – 0                                                                 | Scozia                                                                | Qual. Euro 2020                                                       | -3                                                                    |                                                                       |
| 24-3-2019                                                             | Serravalle                                                            | San Marino                                                            | 0 – 2                                                                 | Scozia                                                                | Qual. Euro 2020                                                       | -                                                                     |                                                                       |
| Totale                                                                |                                                                       | Presenze                                                              | 3                                                                     |                                                                       | Reti                                                                  | -3                                                                    |                                                                       |

## Palmarès

### Club

#### Competizioni nazionali
- Campionato scozzese: 7

Celtic: 2017-2018, 2018-2019, 2019-2020, 2021-2022, 2022-2023, 2023-2024, 2024-2025
- Coppa di Scozia: 5

Celtic: 2017-2018, 2018-2019, 2019-2020, 2022-2023, 2023-2024
- Coppa di Lega scozzese: 5

Celtic: 2018-2019, 2019-2020, 2021-2022, 2022-2023, 2024-2025